# Романек, Марк
Марк Романек (англ. Mark Romanek) — американский кинорежиссёр, сценарист, продюсер, клипмейкер.

## Начало карьеры
Марк Романек родился в Чикаго, Иллинойс. В 1968 году (и позже, повторный релиз в 1973 году) он посмотрел Космическую одиссею 2001 Стэнли Кубрика, когда ему было 9 лет, этот фильм вдохновил его стать режиссёром.     Вначале Романек экспериментировал с плёнками 8 мм и 16 мм, пока посещал New Trier High School, прогрессивную среднюю школу к северу от Чикаго с четырёхлетней программой практики и теории кинопроизводства. После New Trier High School он поступил в Ithaca College в Итаке и окончил при нём Отделение коммуникаций Роя Г. Парка по специальности «кино и фотографии».
Романек был вторым ассистентом режиссёра Брайана Де Пальмы в работе над «Домашними фильмами», автобиографический фильм Де Пальмы, задуманный как задание для его студентов в Sarah Lawrence College (после съёмок «Ярости» он некоторое время был там преподавателем). На съёмках Романек познакомился с Кейтом Гордоном, игравшим альтер эго Де Пальмы.
Гордон вспоминает, как Романек присоединился к съёмкам фильма:
Да, я встречал множество важных в моей жизни людей, но Марк был одним из самых значительных. Официально Марк не был даже студентом в классе. Марк был как и я – помешан на кино. Он был из Чикаго. И он всё время был рядом с Брайаном на съёмках «Ярости» (1978) и получил работу ассистента на съёмках того фильма. И когда он узнал, что Брайан занимается этим проектом, он тут же связался с ним и спросил: «Слушай, могу я приехать в Нью-Йорк и быть в качестве одного из студентов?» на что Брайан ответил, «Хорошо». Так Марк стал вторым ассистентом режиссёра фильма.
«Мы очень быстро подружились. Мы оба обожали фильмы Стэнли Кубрика. Он показал мне его короткометражки, которые, на мой взгляд, были действительно потрясающими и насыщены визуальным мастерством. Мы много веселились вместе и вскоре стали хорошими друзьями.»
Первый фильм Романека Static вышел в 1985. Сценарий он написал вместе с Кейтом Гордоном, который также снялся в главной роли человека, утверждавшего, что он создал телевизор, способный передавать прямое включение из рая. Также в фильме снялась Аманда Пламмер. Фильм стал в некоторой мере культовым в Лондоне, после чего Романек впервые снял видеоклип для британской нью-вейв-группы The The (записавших саундтрек к фильму).

## Видеоклипы
После нескольких лет написания сценариев Романек решил сосредоточиться на видеоклипах и стал работать в Satellite Films, отделе Дэвида Финчера в Propaganda Films — одной из компаний, специализирующейся на съёмках видеоклипов и рекламных роликов.
Клипы, снятые Романеком, считаются одними из лучших. Он работал с самыми разными музыкантами самых разных жанров музыки, некоторые стали популярными благодаря его работам.
Одной из самых ранних и знаменитых его работ является клип «Closer» (1994) для Nine Inch Nails. Видео стало очень популярным, по большей части из-за множества противоречивых образов, тревожащих, демонических и иногда сумасшедших кадров. Романек вновь работал с Nine Inch Nails над их клипом The Perfect Drug в 1997.
Романек получил свою первую награду «Грэмми» — «Лучшее короткое музыкальное видео» (Best Short Form Music Video) — за клип «Scream» 1996 года, дуэта Майкла Джексона и Джанет Джексон. Видео стало самым дорогим в истории — на него было потрачено 7 миллионов долларов. Спустя два года Романек вновь получил «Грэмми» за клип Джанет Джексон «Got 'Til It's Gone.»
В 2002 году Романек снял видео «Cochise» для группы Audioslave, в котором группа выступает на фоне пиротехнических взрывов и фейерверков. Взрывы были настолько мощными и громкими, что полиция долины Сан-Фернандо за ночь съёмок получила сотни звонков от жителей, боявшихся угрозы террористического нападения.
В том же 2002 году Романек снял видео на кавер-версию песни Hurt (Nine Inch Nails), исполненную Джонни Кэшем, которое многие критики и поклонники посчитали самым откровенным и личным видео, когда-либо снятым. Эта песня о ненависти к себе, тщетности достижений, разбитых мечтах приобрела чрезвычайную остроту восприятия, ведь Кэш спел её ближе к концу своей жизни. Видео было номинировано на семь наград MTV Video Music Awards, получив одну в категории «Best Cinematography», также за него Романек получил свою третью «Грэмми».
Многие видео, снятые Романеком, получили награды VMA «Are You Gonna Go My Way» (Ленни Кравиц), «Rain» (Мадонна), «Devil’s Haircut» (Бек), «99 Problems» (Jay-Z), «Free Your Mind» (En Vogue) и «Criminal» (Фиона Эппл). В 1997 году Марк Романек стал первым режиссёром, получившим специальную награду VMA — Video Vanguard Award за вклад в развитие видеоиндустрии. Два его клипа были добавлены в коллекцию Музея современного искусства в Нью-Йорке: «Bedtime Story» Мадонны и «Closer» Nine Inch Nails.

## Художественные фильмы и рекламные ролики
В 2002 году Романек написал сценарий и снял свой второй художественный фильм «Фото за час» с Робином Уильямсом в роли Сая Перриша — одинокого пожилого начальника фотолаборатории, сильно привязавшегося к семье Йоркин, чьи фотографии он проявляет на протяжении многих лет. «Фото за час» стал умеренным хитом, фильм не помог Романеку обрести статус уважаемого кинорежиссёра. По слухам, студия Fox Searchlight заставила его сильно изменить фильм, но Романек опроверг это.
В 2005 году Романек должен был принять участие в экранизации книги A Cold Case с Томом Хэнксом в главной роли, но на тот момент актёр предпочёл сняться в фильме «Полярный экспресс», поэтому проект был приостановлен и сейчас всё ещё находится в процессе подготовки к съёмкам. В декабре собирался стать режиссёром A Million Little Pieces — экранизации мемуаров писателя Джеймса Фрея, но содержание книги было поставлено под сомнение, поэтому стало неясно, будет снят фильм или нет.
Романек также снимал рекламные ролики для Apple Computer, Acura, Nike, Calvin Klein, American Express, ESPN, Saturn, Honda и Cirque du Soleil. В настоящее время он работает с компанией Anonymous Content. 8 февраля 2007 года он принял участие в съёмках [[ремейка фильма «Человек-волк» с Энтони Хопкинсом и Бенисио Дель Торо, который вышел на экраны весной 2009. Однако в феврале 2008 он покинул режиссёрское кресло вследствие творческих разногласий, его место занял Джо Джонстон, режиссёр «Джуманджи».  

## Фильмография

### Режиссёр
- 1985 — Потребность / Static
- 2002 — Фото за час / One Hour Photo
- 2004 — Корпоративный призрак / Corporate Ghost
- 2010 — Не отпускай меня / Never Let Me Go
- 2011 — Замок и ключ / Locke & Key
- 2015 — Шёпот / The Whispers

### Сценарист
- 1985 — Потребность / Static
- 2002 — Фото за час / One Hour Photo

### Продюсер
- 2005 — Игра слов / Bee Season (исполнительный продюсер)

## Список видеоклипов
- «Buzz», Pop's Cool Love
- «Sweet Bird of Truth», The The (1986)
- «Madonna Of The Wasps», Robyn Hitchcock & The Egyptians (1989)
- «One Long Pair Of Eyes», Robyn Hitchcock & The Egyptians (1989)
- «You Don't Have to Worry», En Vogue (1990)
- «Ring Ring Ring (Ha Ha Hey)», De La Soul (1991)
- «Love Conquers All», American Broadcasting Company (1991)
- «Wicked As It Seems», Кит Ричардс (1992)
- «Moira Jane’s Cafe», Definition Of Sound (1992)
- «Constant Craving», k.d. lang (1992)
- «Free Your Mind», En Vogue (1992)
- «Are You Gonna Go My Way», Ленни Кравиц (1993)
- «Jump They Say», Дэвид Боуи (1993)
- «Black Tie White Noise», Дэвид Боуи (1993)
- «Rain», Мадонна (1993)
- «Is There Any Love In Your Heart», Ленни Кравиц (1993)
- «Beside You», Игги Поп (1994)
- «Closer», Nine Inch Nails (1994)
- «Cold Beverage», G. Love & Special Sauce (1994)
- «Bedtime Story», Мадонна (1995)
- «Strange Currencies», R.E.M. (1995)
- «Scream», Майкл Джексон & Джанет Джексон (1995)
- «Little Trouble Girl», Sonic Youth (1996)
- «Novocaine for the Soul», Eels (1996)
- «El Scorcho», Weezer (1996)
- «Devils Haircut», Бек (1996)
- «The Perfect Drug», Nine Inch Nails (1997)
- «Criminal», Фиона Эппл (1997)
- «Got 'Til It's Gone», Джанет Джексон (1997)
- «If You Can't Say No», Ленни Кравиц (1998)
- «Do Something», Мэйси Грей (1999)
- «I Try», Мэйси Грей (1999)
- «Sleepwalker», The Wallflowers (2000)
- «God Gave Me Everything», Мик Джаггер (2001)
- «Hella Good», No Doubt (2002)
- «Cochise», Audioslave (2002)
- «Hurt», Джонни Кэш (2002)
- «Can't Stop», Red Hot Chili Peppers (2003)
- «Faint», Linkin Park (2003)
- «99 Problems», Jay-Z (2004)
- «Speed of Sound», Coldplay (2005)
- «Picasso Baby», Jay-Z (2013)
- «Invisible», U2 (2014)
- «Shake It Off», Тейлор Свифт (2014)
- «Sandcastles», Бейонсе (2016)
- «Can’t Stop the Feeling!», Джастин Тимберлейк (2016)
- «The Story of O.J.», Jay-Z (2017)
- «Adnis», Jay-Z  (2017)
- «Filthy», Джастин Тимберлейк (2018)
- «Rescue Me», Thirty Seconds to Mars (2018)

## Сайты
- Официальный сайт
- Mark Romanek (англ.) на сайте Internet Movie Database
- Интервью о съёмках Perfect Drug для Nine Inch Nails, вдохновлённого картинами Эдварда Гори
- О «Hurt» Джонни Кэша
- О «99 Problems.» Jay-Z